# Thalberg (Bad Liebenwerda)
Thalberg ist ein Ortsteil der Stadt Bad Liebenwerda im Landkreis Elbe-Elster in Brandenburg und liegt etwa sechs Kilometer nordöstlich der Stadt im Naturpark Niederlausitzer Heidelandschaft.
Bis 1993 war Thalberg eine eigenständige Gemeinde im Landkreis Bad Liebenwerda. Zu Thalberg gehört der amtlich ausgewiesene Wohnplatz Knissen.

## Geschichte

Thalberg auf einer geschichtlichen Karte des Kreises Liebenwerda (1910).

Die erste urkundliche Erwähnung von Thalberg ist aus dem Jahr 1235 überliefert. Wahrscheinlich gehörte Thalberg damals zur Harigsburg bei Zeischa. Knissen wird 1243 als daz dorff knuessyn erwähnt.
Bis zur Reformation hatte der Pilgerweg (Pilarum), welcher zwischen Knissen und Theisa verlief, eine besondere Bedeutung. Auf ihm zogen die Pilger aus dem Brandenburgischen nach Liebenwerda zur Kapelle Zum heiligen Kreuz. Nach 1980 wurde der zwischen der früheren Gaststätte Goldfisch in Knissen (zuletzt als Betriebsteil der Puppenfabrik Elsterwerda genutzt, heute Werkstatt) und der Thalberger Schulstraße liegende Abschnitt des Pilgerwegs untergepflügt.

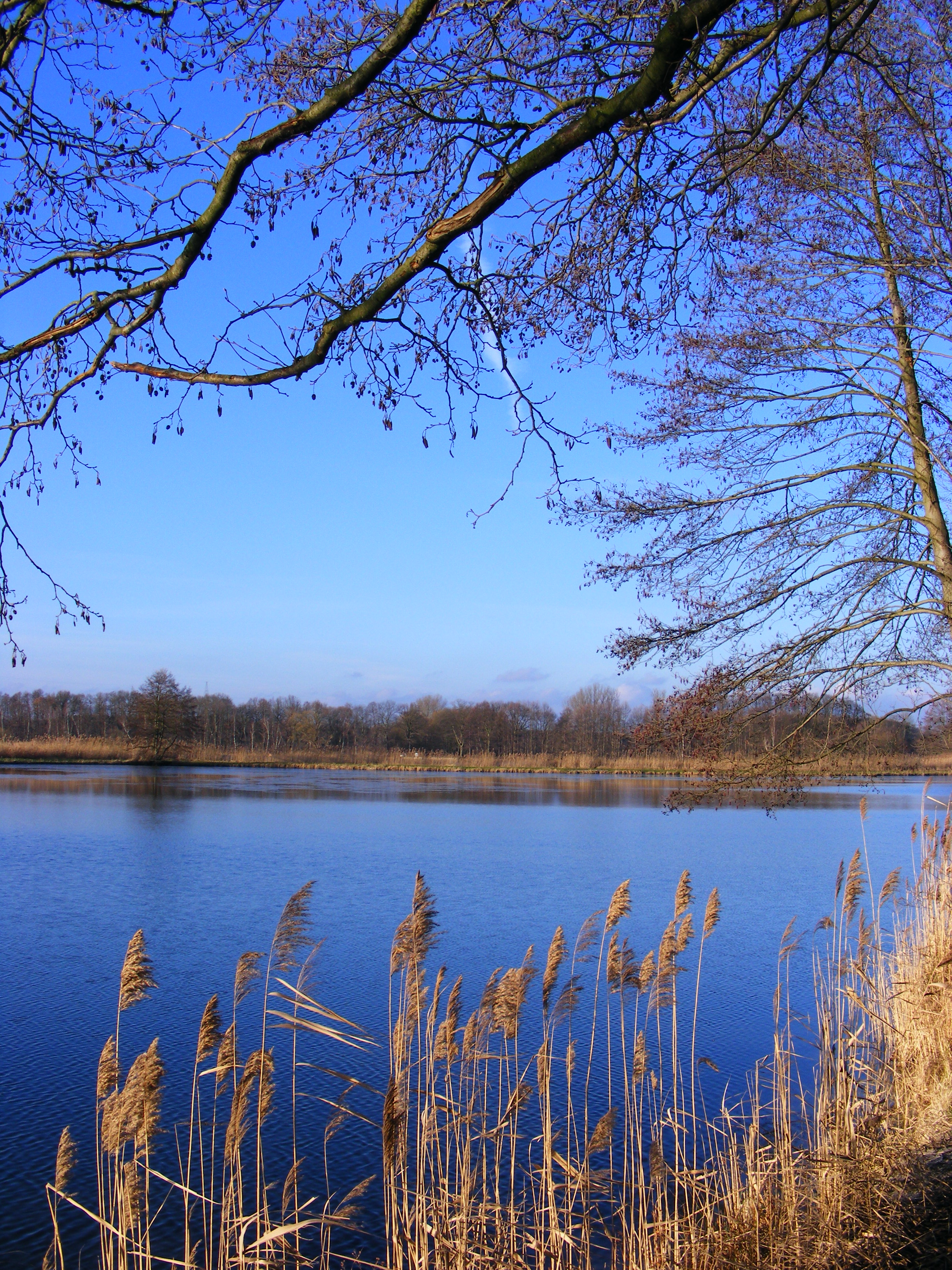
Maasdorfer Teiche

Um 1530 entstanden durch Frondienste die Maasdorfer Teiche (Großer Teich, Kleiner Teich, Pfuhlteich). Sie werden bis heute zur Fischzucht genutzt.
Thalberg fiel später mit Knissen den Machtkämpfen zwischen den Anhängern des Klosters Dobrilugk auf der einen und den Ileburgern mit ihren Anhängern auf anderen Seite zum Opfer und lag spätestens seit dem Dreißigjährigen Krieg, in welchem die Orte, wie Theisa geplündert und abgebrannt wurden, wüst.
1785 wurde Thalberg von Theisa aus als Kolonie neu besiedelt, besaß aber außer der eigentlichen Dorflage keinen eigenen Feldflur mehr. Gründer des Ortes war der Justizamtmann Schulze aus Liebenwerda, der von seinem Rittergut in Theisa 16 Häuser erbauen ließ und auf wüsten Stellen über 40 Familien ansiedelte. 1787 wurden die Teiche für neun Jahre an Maasdorf verpachtet, 1796 wurden sie erstmals privat veräußert und später nach einem Besitzer Mittelhäuser Teiche benannt. 1835 besaß Thalberg 34 Häuser mit 215 Einwohnern und 19 Rindern, 27 Ziegen, sowie 6 Schweinen. Ab 1875 gehörte Knissen zu Maasdorf.
1921 gründete sich der Sportverein Wacker 21. 1929 wurde das Thalberger Kriegerdenkmal eingeweiht. Erst 1936 bekam Thalberg mit der Zuordnung Knissens und seinen Feldfluren wieder eine Gemarkungsfläche und wurde eine eigenständige Gemeinde.
Im Ersten Weltkrieg fielen 10 Männer aus Thalberg und 17 Männer aus Knissen, im Zweiten Weltkrieg 27 Menschen beider Ortsteile.
1952 wurde die LPG Typ 1 gegründet. Von 1960 bis 1961 wurden das Kulturhaus sowie das Gemeindeamt erbaut. 1963 erfolgte der Bau und die Einweihung der Schule sowie der Sporthalle.
Am 6. Dezember 1993 wurde Thalberg in die Stadt Bad Liebenwerda eingemeindet.
2005 wurde der Thalberger Glockenturm eingeweiht. 2006 ist die Schule (zuletzt Realschule) geschlossen worden, ihre Gebäude stehen seitdem ohne absehbare Lösung leer.

## Feste und Veranstaltungen
Jährlicher Höhepunkt ist der jeweils im August stattfindende Thalberger Pferde- und Bauernmarkt. Eine erste Serie wurde von 1984 bis 1987 veranstaltet. Nach 1987 gestatteten die Behörden ohne öffentliche Angabe von Gründen keine Fortsetzung der Veranstaltungsreihe mehr. Eine Neuauflage war erst nach dem Ende der DDR möglich. Seit der Jahrtausendwende sieht sich der Pferde- und Bauernmarkt mit immer stärkerem Schwinden des Interesses von Ausstellern und Besuchern konfrontiert.